# Fara ve Vinoři
Fara ve Vinoři v Praze 9 stojí na Vinořském náměstí poblíž kostela Povýšení sv. Kříže. Je chráněna jako nemovitá kulturní památka České republiky.

## Historie
Fara je ve Vinoři zmíněna již roku 1339. Počátkem 18. století byla ve špatném stavu a zřejmě roku 1738 začala výstavba nové budovy. Jejím autorem byl pravděpodobně Johann Christian Spannbrucker, který na panství Černínů působil od roku 1733 až do své smrti po roce 1741. Podle jiné verze mohl být autorem přestavby František Maxmilián Kaňka (1674–1766), který barokně přestavěl kostel (1727–1728). Poté byla fara upravována ještě v roce 1831. Nálet dne 25. března 1945 ji společně s kostelem zčásti poškodil.

## Popis
Patrová stavba postavená na základech starší fary má obdélný půdorys a je kryta novodobou valbovou střechou. Fasáda je okrová s bíle natřenými architektonickými prvky. Hlavní průčelí orientované do návsi má fasádu při nárožích lemovanou rustikovanými lizénami a zakončenou korunní římsou. Tři středová okna v prvním patře jsou opatřena čabrakovými parapety. Výrazným prvkem je vstupní portál s profilovaným kamenným ostěním na štukové šambráně. Boční průčelí jsou dvouosá, prostou fasádu do dvora zdobí portál s dvoukřídlými dveřmi se stromečkovitě uspořádanými výplněmi. Střední chodba v přízemí je zaklenuta třemi plackami s vykrajovanými vpadlými poli, v postranních prostorech se nacházejí neckové klenby a valené klenby s pětibokými výsečemi. V prvním patře se zachovaly prvky z 18. století, například fabiony, vpadlá zdrcadla nebo ostění dveří. Podsklepený je pouze severozápadní okraj a hospodářský dvůr. Sklep má valené klenby se styčnými lunetovými výsečemi. Část pod dvorem je pravděpodobně z konce 18. století.